# Kalina (powiat koniński)
Kalina – wieś sołecka w Polsce położona w województwie wielkopolskim, w powiecie konińskim, w gminie Wierzbinek.
Nazwa wsi powstała z przeniesienia nazwy wyspy na Noteci. W 1933 zapisywana była jako Kalina-Noteć.
Do 1954 roku miejscowość była siedzibą gminy Ruszkowo. W latach 1975–1998 miejscowość należała administracyjnie do województwa konińskiego. W roku 2011 liczyła 83 mieszkańców, w tym 44 kobiety i 39 mężczyzn.

W gminnej ewidencji zabytków znajdują się następujące obiekty:
- zespół zagrody z glinianym domem i chlewem z początku XX wieku;
- zespół zagrody z murowanym domem i oborą z lat 20. XX wieku;
- dwa gliniane domy z początku XX wieku oraz dom murowany z lat 30. XX wieku.

Zobacz też: Kalina, Kalina Górecka, Kalina Mała, Kalina Wielka, Kalina-Lisiniec, Kalina-Rędziny